# 동방초등학교 (경북)
동방초등학교는 대한민국 경상북도 경주시 동방동에 있는 공립 초등학교이다.

## 학교 연혁
- 1948년 5월 3일 내동국민학교 동방분교장 설립인가
- 1949년 10월 5일 동방국민학교 개교
- 1996년 3월 1일 동방초등학교로 개칭
- 1999년 2월 28일 내동분교장 통합
- 2018.12.21 다목적강당 증축
- 2019.02.13 제68회 졸업식(총 졸업생 4,621명)
- 2020.02.12 제69회 졸업식(총 졸업생 4,649명)
- 2021.01.11 제70회 졸업식(총 졸업생 4,683명)
- 2021.07.20 별관동 신축
- 2022.02.11 제71회 졸업식(졸업생 총 4,720명)
- 2023.01.05 제72회 졸업식(졸업생 총 4,758명)
- 2024.01.05 제73회 졸업식(졸업생 총4,798명)
- 2024.03.01 제31대 박춘길 교장선생님 부임

## 참고 자료
- 동방초등학교 - 한국교육학술정보원 학교알리미